# Stolnica v Székesfehérvárju
Stolnica v Székesfehérvárju, tudi katedralna bazilika svetega Štefana kralja (madžarsko Szent István-székesegyház), je ime za verskega objekta katoliške cerkve na Madžarskem, ki služi kot stolnica v mestu Székesfehérvár. Je torej sedež škofije Székesfehérvár (Dioecesis Albae Regalensis ali Székesfehérvári egyházmegye), ki je bila ustanovljena leta 1777 z bulo In universa gregis papeža Pija VI.
Cerkev je bila zgrajena v baročnem slogu med letoma 1758 in 1768.

## Stolnica
Glavno pročelje prostostoječe, proti vzhodu obrnjene cerkve obvladujeta dva ogromna stolpa, katerih baze delita dva stebra, ki segata do glavnega venca. Med stolpoma, tudi med visoko segajočimi stebri obzidja, se odpirajo zapleteno oblikovana košato obokana vrata z rokokojsko oblikovanim mestnim grbom v ločnem polju nad čelnim vencem in rokokojskimi kamnitimi vazami na vencu. Med stolpoma je nastala terasa, ki jo zapira pletena kamnita mreža, na treh podstavkih pa so kipi sv. Štefana, sv. Ladislava in sv. Emeriha, dela Jánosa Pála Huberja iz leta 1768. Za teraso sklepno steno ladje zapira zakrivljen zatrep.
Na trgu okoli južne fasade cerkve stoji kip ustanovitelja mesta, velikega vojvode Géze (delo Jánosa Meszlényija), na severni fasadi pa moderno leseno razpelo in plošča v spomin na revolucijo leta 1956 in boj za svobodo. Za svetiščem je s trga vhod v spodnjo cerkev.
Pod portikom stolnice je na severni strani zgrajena kapela Device Marije, nasproti nje pa kapela sv. Štefana. Na zadnji steni je v niši postavljena marmorna kopija naglavnega relikviarija sv. Štefana, ki ga je izdelal Gyula Szász. Kapela je bila posvečena 19. avgusta 1779 in tu je bila predstavljena herma. Na njenem oltarju stoji lep tabernakelj iz rdečega marmorja. Kapela, ki nosi ime Device Marije, ima krstilnik iz rdečega marmorja.
Svetišče pokriva polkrogla kupola, ob straneh so zakristije, nad njimi pa odprti oratoriji. Lepota svetišča je glavni oltar, ki ga je zasnoval cesarski glavni arhitekt Franz Anton Hillebrandt in ga je leta 1775 izdelal po naročilu Marije Terezije. Sliko glavnega oltarja je naslikal Vinzenz Fischer (1775), upodablja klečečega svetega Štefana, ki Devici Mariji ponuja krono dežele. Menza glavnega oltarja je delo mizarja Pála Schultza iz leta 1772. Tabernakelj obdajajo angeli, ki častijo. Svetišče je od ladje ločeno s fino izrezljano daritveno ograjo iz rdečega marmorja, ki jo je ustvaril kamnosek Georg Johann Mes Tata. Impresivne stropne freske o življenju sv. Štefana so Johanna Cymbala. Križev pot je delo kiparja Barne Búze iz 1950-ih. V spodnji cerkvi je sarkofag Béle III. in njegove žene.

### Prižnica
Poznobaročna prižnica je bila zgrajena v razkošnem klasicističnem slogu, podobno glavnemu oltarju Franza Antona Hillebrandta. Skupina kipov na vrhu abat-voix (Zmagoslavje cerkve nad malikovanjem) predstavlja isto tematiko kot freska na prvem oboku. Freske v cerkvi je dokončal Johann Cymbal leta 1768, kar navaja približni datum, po katerem bi lahko postavili prižnico.
Prižnica je monumentalna zgradba iz rdečega marmorja s pozlačenimi lesenimi skulpturami. Kerubom podobni angeli sedijo na polici s simboli tetramorfa (simbolična razporeditev štirih različnih elementov ali kombinacija štirih različnih elementov v eni enoti). Balustrada je okrašena s tremi pozlačenimi reliefi (Dobri pastir, Sejalec in Dva sinova). Krogla cvetov tvori viseči zaključek pod bogatimi girlandami. Nad vrati je izklesan relief s skupino simbolov: oko Previdnosti, rog, violina, venec in palmova veja. Spodnja stran abat-voixa je okrašena z golobom, na vrhu pa je kiparska skupina, ki prikazuje zmagoslavje Cerkve nad malikovanjem. Lik Cerkve je prepoznaven po tiari na glavi; drži križ, kelih in postavne plošče. Malikovanje je prikazano kot ležeča moška figura, ki obupano grabi malega idola, za njegovim hrbtom pa je na tla padel starodavni doprsni kip. Celotno skupino opazuje kerubin, ki igra na piščal z vrha belih oblakov. Izbira teme je aluzija na spreobrnitev Madžarske v krščanstvo sv. Štefana in kasnejši padec poganstva.

## Herojski spomenik
Na zadnji steni svetišča stolnice, ob vhodu v podcerkev, je postavljen spomenik junakom prve svetovne vojne. Kipar János Pásztor in arhitekt Rezső Hikisch sta leta 1927 prejela naročilo iz Székesfehérvárja za izdelavo dela, potem ko je komisija, ki je ocenjevala razpise, ocenila, da je njuno skupno delo vredno izvedbe. Kompozicija je bila prevzeta od umetnikov aprila 1929 in je bila slovesno odprta poleti istega leta. Nato so se heroje spominjali vsako leto prvo nedeljo v maju z bogoslužjem in veselico. Trg za baziliko se zdaj imenuje trg Hősök.

## Galerija
- Székesfehérvár
- Sveti Štefan ponuja krono Madžarske Devici Mariji, Vinzenz Fischer
- Baročne poslikave iz leta 1768 so delo Cimbala